# Messor striaticeps
Messor striaticeps är en myrart som först beskrevs av Andre 1883.  Messor striaticeps ingår i släktet Messor och familjen myror. Inga underarter finns listade i Catalogue of Life.